# 中川横太郎
中川 横太郎（なかがわ よこたろう、天保7年（1836年） - 明治36年（1903年））は、明治期の岡山県で活躍した社会活動家。幼名は金次。号は健忘斎。二十二銀行設立発起人の一人であり中国鉄道初代社長を務めた杉山岩三郎は実弟にあたる。杉山平助は甥。

## 来歴・人物
岡山藩儒・中川亀之進の子として七番町に生まれる。隣家である森下家の子であった森下立太郎とは幼少時から意見や考えが合うことがなく、事あるごとに論を戦わせ時に手が出るケンカにまで発展するなどして、反感を持っていた。このことから、元服の折に自らの名を「立(縦)」に対して「横」に生きると称し「横太郎」とした。
漢学者の西薇山などに就いて学んだが、書物による学問が苦手で、一方で耳から聞くことの記憶力は抜群であったと伝えられる。そのため自らの学を「耳学問」と評した。一方で得た学問の要訣を人に対し簡潔に砕き話し伝えることを得意としたという。また、馬術を得意とし、若い藩士への教授も行った。
明治4年（1871年）、岡山県の学務・衛生担当となって以降、県内各地で小学校の設立整備を説き、大きな成果を挙げる。その他、閑谷学校の再興、岡山薬学校（現在の関西高校）の設立、さらに後の岡山大学病院となる岡山県公立病院の充実にも力を尽くした。また、講談師としての許可を得て、衛生啓蒙のための講談独演会を開くという手法で衛生思想の普及を行った。
一方で、岡山における最初期のキリスト教布教活動を強力に推し進めている。しかしながら、愛人として囲っていた炭谷小梅（後に岡山孤児院の副院長となる）に男女の不純関係についてキリスト教上の問題を指摘されるようになると、怒ってキリスト教と絶縁し、炭谷小梅とも縁を切った。
奇行の人物としても知られており、洋装のポケットにはいつも懐中時計と菓子があって、人前でも平気で菓子を食べていたという。また、榎本武揚や伊藤博文からの手紙を受け取った時にも、先方からの手紙の意味がわからないから、先方にとってもわからない手紙を返すとして、記号のみの返事を送ったとされる。また「健忘斎」の号は「どんなに苦労して功を立てても、その苦労も功も自分自身は忘れなくてはいけない。決して自らそれを誇ることはしない（それをするのは無様な愚行である）」という自身の目指す生き様を記したものであったという。
明治32年（1899年）には生前葬を行った。その香典は当時財政が逼迫していた山陽女学校へ寄付している。
明治36年（1903年）、第五回内国勧業博覧会の視察のため大阪に滞在中、没した。67歳。

## 著作
- 『文明最大元素・在欲論』
- 『辻説明・一大事』